# Suzanne Manet

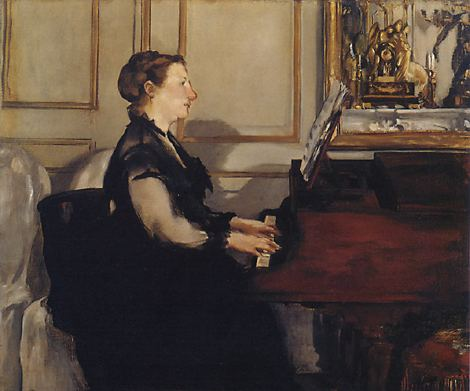
Édouard Manet, Mevrouw Manet aan de piano (1867 - 1868)

Suzanne Manet (geboortenaam Leenhoff, Delft, 30 oktober 1829 - Parijs, 8 maart 1906) was een Nederlandse pianiste en de echtgenote van de schilder Édouard Manet.

## Biografie
Suzanne Leenhoff groeide op in Zaltbommel. Haar vader, Carolus Antonius Leenhoff, was daar beiaardier. Een van haar broers was de beeldhouwer Ferdinand Leenhoff.
Aan het eind van de jaren 1840 vertrok zij met haar moeder en broers en zussen naar Parijs, waar haar oma woonde. Volgens dr. A. van Anrooy zou Franz Liszt haar hebben aangeraden haar pianostudie in Parijs voort te zetten, toen hij haar in 1842 had horen spelen tijdens een reis door Nederland. Voor dit bezoek van Liszt aan de familie Leenhoff in Zaltbommel zijn verder geen bronnen; wel zijn er documenten waaruit blijkt dat hij in 1842 in Nijmegen en op een boot van Keulen naar Rotterdam was.
In Parijs gaf Leenhoff pianolessen aan onder anderen de jongere broers van Édouard Manet. Rond 1849 kreeg zij een relatie met deze schilder. In 1852 beviel Suzanne Leenhoff van een zoon, Léon. Als vader gaf zij ene Koëlla op, over wie verder niets bekend is. Er zijn theorieën dat Manet, die peetoom van het kind werd, de vader was. Er zijn ook vermoedens dat het kind van Manets vader, Auguste, was.
Leenhoff en Manet trouwden op 28 oktober 1863 in Zaltbommel, een jaar na het overlijden van Auguste. Het huwelijk werd ingezegend in de Sint-Maartenskerk aldaar. Zij woonden met Léon en Manets moeder in Parijs, waar de twee vrouwen een wekelijkse salon organiseerden. Manet maakte verschillende schilderijen van zijn echtgenote.
Suzanne Manet stierf in 1906. Zij werd net als haar man begraven op het cimetière de Passy.

## Galerij

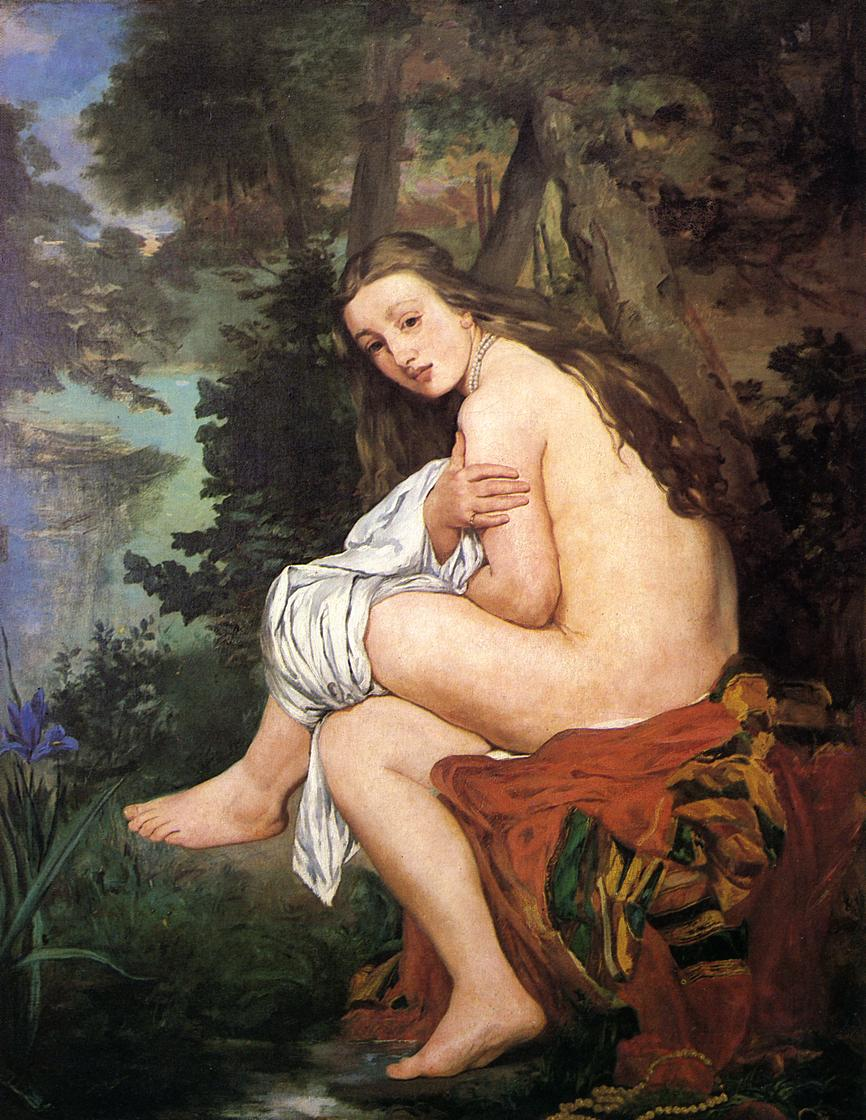
Édouard Manet, De verraste nimf (1859-1861)
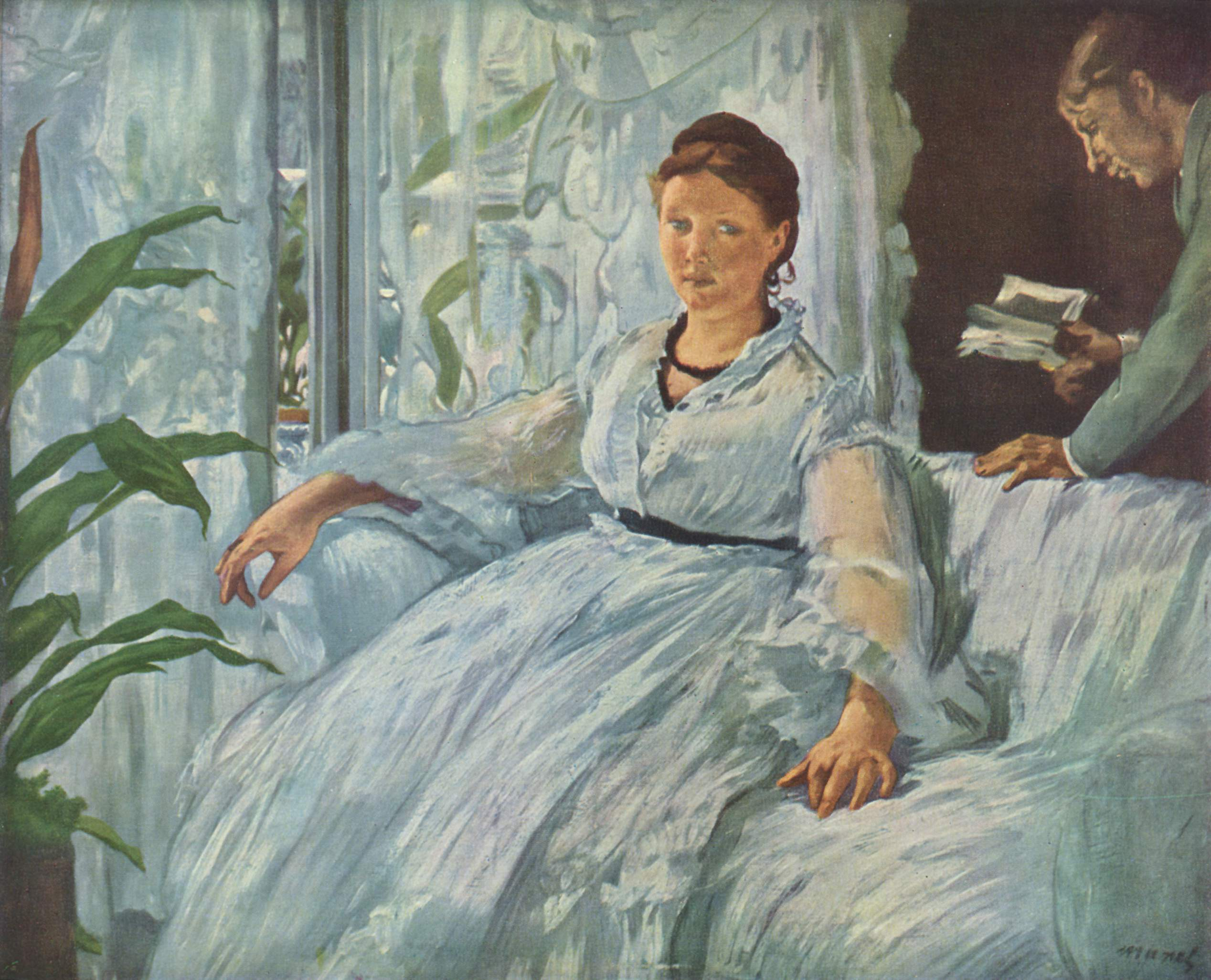
Édouard Manet, Het lezen (1868)
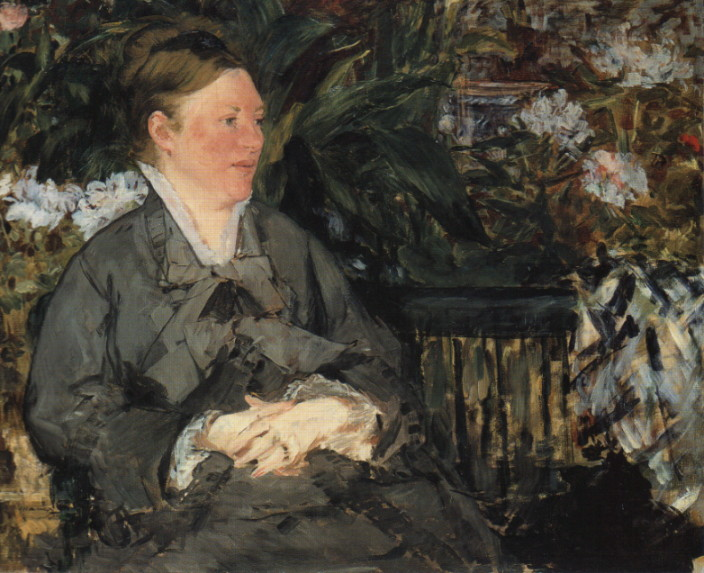
Édouard Manet, Mme Manet in de serre (1879)
Édouard Manet, Mme Manet op de blauwe canapé (ca. 1880)